# Rosetta (film)
Rosetta is een Belgisch-Franse dramafilm uit 1999 onder regie van Jean-Pierre en Luc Dardenne. Ze wonnen met deze film de Gouden Palm op het filmfestival van Cannes.

## Verhaal
Rosetta is een 17-jarig meisje dat wanhopig probeert te ontsnappen aan haar uitzichtloze leven. Ze tracht een baan te vinden, zodat ze niet meer in de woonwagen van haar aan drank verslaafde moeder moet blijven wonen.

## Rolverdeling
| Acteur            | Personage                       |
| ----------------- | ------------------------------- |
| Émilie Dequenne   | Rosetta                         |
| Fabrizio Rongione | Riquet                          |
| Anne Yernaux      | Moeder                          |
| Olivier Gourmet   | Baas                            |
| Bernard Marbaix   | Eigenaar van het kampeerterrein |
| Frédéric Bodson   | Personeelschef                  |
| Florian Delain    | Zoon van de baas                |
| Christiane Dorval | Verkoopster                     |
| Mireille Bailly   | Verkoopster                     |
| Thomas Gollas     | Vriend van de moeder            |
| Leon Michaux      | Politieagent                    |
| Victor Marit      | Politieagent                    |
| Colette Regibeau  | Mevrouw Riga                    |
| Claire Tefnin     | Meisje in de kleedkamer         |
| Sophia Leboutte   | Ontslagen vrouw                 |